# Ганс Шнітґер
Ганс Шнітґер (нід. Hans Schnitger, 5 серпня 1915 — 2 березня 2013) — нідерландський хокеїст на траві.
Бронзовий призер Олімпійських Ігор 1936 року.